# Leschère
Die Leschère ist ein kleiner Fluss in Frankreich, der im Département Ain in der Region Auvergne-Rhône-Alpes verläuft. Sie entspringt unter dem Namen Bief Bouchon an der Gemeindegrenze von Druillat und La Tranclière, entwässert generell Richtung Nordnordost und mündet nach rund 16 Kilometern  an der Gemeindegrenze von Certines und Tossiat als linker Nebenfluss in die Reyssouze. Auf ihrem Weg quert die Leschère die zwei Mal die Autobahn A40 sowie die Bahnstrecke Mâcon–Ambérieu. Die Leschère ändert in ihrem Verlauf mehrfach den Namen: Bief Boujon im Oberlauf, Bief du Marais im Mittelteil und nimmt erst unterhalb von Certines ihren definitiven Namen an.

## Orte am Fluss
(Reihenfolge in Fließrichtung)
- Prin, Gemeinde La Tranclière
- Monbègue, Gemeinde Druillat
- Donsonnas, Gemeinde La Tranclière
- La Tranclière
- Les Bordes, Gemeinde Tossiat
- Certines
- La Soupe, Gemeinde Certines